# Jantarowe Szlaki
Jantarowe Szlaki – czasopismo wydawane przez Oddział Gdański Polskiego Towarzystwa Turystyczno-Krajoznawczego (PTTK), redagowane od 1957 roku.

## Historia
Jantarowe Szlaki redagowane były z różną częstotliwością. W czasach PRL wynikało to z problemów związanych z cenzurą. Od 1977 roku pismo wydawane było jako kwartalnik. Nabrało wtenczas charakteru wydawnictwa profesjonalnego, a jego wydawca uzyskał zgodę na druk typograficzny. Pierwszy numer ukazał się w styczniu 1957 pod tytułem Biuletyn PTTK Okręgu Gdańskiego. Pod koniec roku 1958 periodyk wydawano jako Echo Krajoznawców i Turystów. Od stycznia 1959 roku przyjęto nazwę Jantarowe Szlaki. Realizatorem koncepcji powstania Jantarowych Szlaków oraz pierwszym redaktorem naczelnym był Czesław Skonka. Następnie funkcję tę pełnili kolejno: Edward Wojtuszkiewicz (1966-1967), Władysław Andruszkiewicz (1968-1987), Władysław Kazimierz Wojewódzki (1988-1994), Jerzy Szukalski (1995-2011). Redaktorem technicznym do roku 1989 był Edmund Gilla, który sprawował również nadzór nad drukarnią. Pracę w redakcji przerwała mu śmierć 16 września 1989 roku. W 1967 roku nadzór nad edytowaniem przejął Oddział Gdański PTTK. Nakład periodyku wynosił 600–800 egzemplarzy. Autorzy publikowali swoje teksty społecznie, z reguły nie otrzymując za swą pracę wynagrodzenia. Jantarowe Szlaki przechodziły w swojej historii liczne zmiany związane ze zmieniającą się szatą graficzną, sposobem drukowania, pojawianiem się stałych rubryk i działów. W 2011 roku edytowanie Jantarowych Szlaków  zostało zawieszone. Od stycznia 1994 roku numery przygotowywano do druku za pomocą składu komputerowego. Nieregularne wydawanie pisma wznowiono w 2017 - 2023, gdy redaktorem naczelnym był Ryszard Józef Wrzosek, wydano wówczas pięć numerów (301 - 305). Od 2024 redaktorem naczelnym jest Kazimierz Jaśkiewicz. Pismo, w nowej szacie graficznej, jest obecnie wydawane w trybie półrocznym - w kwietniu i w październiku. W 2024 pojawiły się numery 306 i 307.
Czasopismo obejmuje tematykę szeroko pojętego Pomorza. Charakteryzuje się różnorodnością tematów publikacji. Zamieszcza się w nim artykuły z dziedziny krajoznawstwa, historii, geografii, przyrody, ochrony środowiska, architektury, etnografii, muzealnictwa i innych. Często stanowi jedyny informator o lokalnych imprezach i działalności organizacyjnej PTTK.

## Nagrody i odznaczenia
- Złota Odznaka „Za Opiekę nad Zabytkami” (1974)
- Złota Honorowa Odznaka PTTK (1977)
- Odznaka honorowa „Zasłużonym Ziemi Gdańskiej" (1988)[1]

## Digitalizacja
Wszystkie numery Jantarowych Szlaków od roku 1958 do 2010 zostały zdigitalizowane. Cyfrowe kopie dostępne są w Bałtyckiej Bibliotece Cyfrowej.